# Salva Sevilla
Salvador "Salva" Sevilla López (nascido em 18 de março de 1984) é um futebolista profissional espanhol que atua como meio-campista central pelo Deportivo de La Coruña.

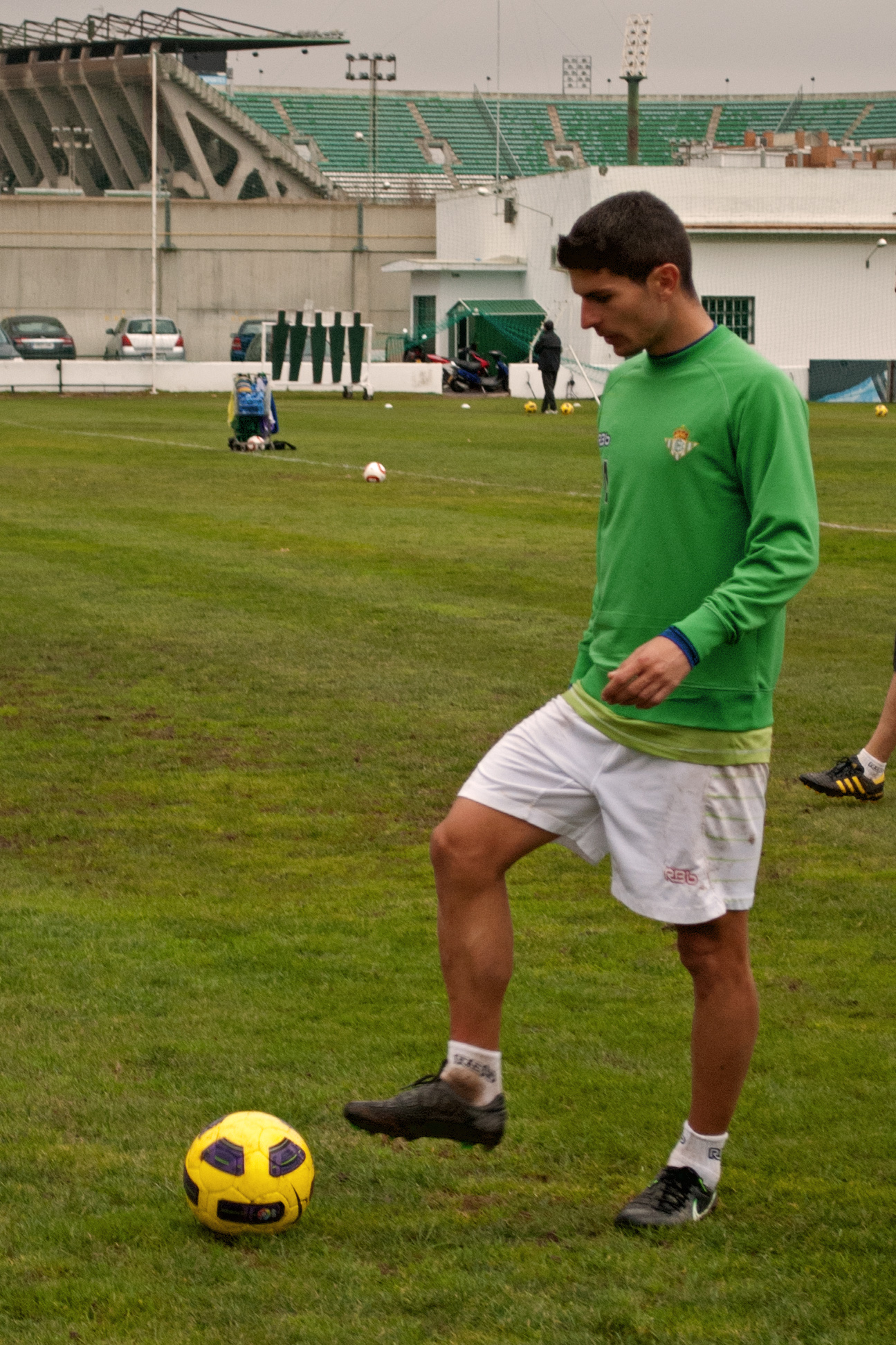
Sevilla treinando com o Betis em 2010.

## Carreira no clube
Nascido em Berja, Província de Almería, Andaluzia, Sevilla concluiu sua formação no clube local Polideportivo Ejido. Ele fez sua estreia profissional em 12 de outubro de 2003, começando em um empate fora de casa por 2 a 2 contra o Ciudad de Murcia na Segunda División.
Sevilla foi emprestado ao Atlético de Madrid no verão de 2004, mas só jogou pela suas equipes B e C. No ano seguinte, ele ingressou em outra equipe de reservas, o Sevilla Atlético, também da segunda divisão.
Em 10 de julho de 2008, Sevilla transferiu-se para o UD Salamanca na mesma liga. Ele marcou um recorde pessoal de 11 gols em sua segunda temporada, e logo depois juntou-se ao Real Betis.
Em seu primeiro ano com os Verdiblancos, Sevilla contribuiu com três gols em 33 partidas para ajudar sua equipe a retornar à La Liga após uma ausência de dois anos. Ele fez sua estreia na primeira divisão em 27 de agosto de 2011, jogando 86 minutos na vitória por 1 a 0 contra o Granada CF.
Sevilla marcou seu primeiro gol na primeira divisão espanhola em 18 de setembro de 2011, através de uma cobrança de pênalti em uma vitória por 3 a 2 fora de casa sobre o Athletic Bilbao. Seu segundo gol veio da mesma forma contra o Real Zaragoza (vitória por 4 a 3, em casa), e ele terminou a temporada com 19 partidas como titular e 1.446 minutos de ação, enquanto o Betis manteve seu status na liga.
Em 13 de março de 2014, apenas em seu sétimo jogo na carreira na UEFA Europa League, Sevilla entrou como substituto no segundo tempo de Rubén Castro na eliminatória de oitavas de final contra o ex-clube Sevilla FC, e marcou o último gol na vitória fora por 2–0. Ele assinou um contrato de três anos com o RCD Espanyol como agente livre no verão, marcando o primeiro gol da temporada 2015–16 que foi o único do jogo em casa contra o Getafe CF.
Em 28 de agosto de 2017, aos 33 anos, Sevilla ingressou no RCD Mallorca da Segunda División B em uma transferência gratuita. Ele foi titular indiscutível para um time que conquistou duas promoções consecutivas sob o comando de Vicente Moreno, culminando com a vitória por 3–0 sobre o Deportivo de La Coruña em 23 de junho de 2019 nos play-offs para superar um déficit de 2–0 da primeira partida, com ele marcando no minuto 62.
Em 28 de maio de 2022, Sevilla concordou com um contrato de um ano no Deportivo Alavés, recentemente rebaixado para a segunda divisão.

## Vida pessoal
O irmão mais velho de Sevilla, José Antonio, também foi jogador de futebol. Um zagueiro central, seu clube mais notável foi o Poli Ejido.